# Trifluorure de diéthylaminosoufre
 (mai 2023).
La mise en forme du texte ne suit pas les recommandations de Wikipédia : il faut le « wikifier ».
Les points d'amélioration suivants sont les cas les plus fréquents. Le détail des points à revoir est peut-être précisé sur la page de discussion.
- Les titres sont pré-formatés par le logiciel. Ils ne sont ni en capitales, ni en gras.
- Le texte ne doit pas être écrit en capitales (les noms de famille non plus), ni en gras, ni en italique, ni en « petit »…
- Le gras n'est utilisé que pour surligner le titre de l'article dans l'introduction, une seule fois.
- L'italique est rarement utilisé : mots en langue étrangère, titres d'œuvres, noms de bateaux, etc.
- Les citations ne sont pas en italique mais en corps de texte normal. Elles sont entourées par des guillemets français : « et ».
- Les listes à puces sont à éviter, des paragraphes rédigés étant largement préférés. Les tableaux sont à réserver à la présentation de données structurées (résultats, etc.).
- Les appels de note de bas de page (petits chiffres en exposant, introduits par l'outil «  Source ») sont à placer entre la fin de phrase et le point final[comme ça].
- Les liens internes (vers d'autres articles de Wikipédia) sont à choisir avec parcimonie. Créez des liens vers des articles approfondissant le sujet. Les termes génériques sans rapport avec le sujet sont à éviter, ainsi que les répétitions de liens vers un même terme.
- Les liens externes sont à placer uniquement dans une section « Liens externes », à la fin de l'article. Ces liens sont à choisir avec parcimonie suivant les règles définies. Si un lien sert de source à l'article, son insertion dans le texte est à faire par les notes de bas de page.
- La présentation des références doit suivre les conventions bibliographiques. Il est recommandé d'utiliser les modèles {{Ouvrage}}, {{Chapitre}}, {{Article}}, {{Lien web}} et/ou {{Bibliographie}}. Le mode d'édition visuel peut mettre en forme automatiquement les références.
- Insérer une infobox (cadre d'informations à droite) n'est pas obligatoire pour parachever la mise en page.

Pour une aide détaillée, merci de consulter Aide:Wikification.
Si vous pensez que ces points ont été résolus, vous pouvez retirer ce bandeau et améliorer la mise en forme d'un autre article.
 (mai 2023).
Le trifluorure de diéthylaminosoufre (DAST) est le composé organosoufré de formule Et2NSF3. Ce liquide est un réactif fluorant utilisé pour la synthèse de composés organofluorés . Le composé est incolore, mais les échantillons plus anciens prennent une couleur orange.

## Utilisation en synthèse organique
Le DAST est utilisé pour effectuer des réactions de désoxyfluoration. Il convertit donc les alcools en fluorures d'alkyle correspondants ainsi que les aldéhydes et les cétones non encombrées composés gem-difluorés. Les acides carboxyliques sont convertis en fluorures d'acyle (le tétrafluorure de soufre effectue la transformation -CO2H → -CF3). Le DAST est utilisé de préférence au SF4 gazeux plus classique, car sous forme liquide il est plus facilement manipulable.
Dans les années 1970, le DAST était préparé par la réaction entre le diéthylaminotriméthylsilane et le tétrafluorure de soufre :
Et2NSiMe3 + SF4 → Et2NSF3 + Me3SiF
Le protocole original utilise le trichlorofluorométhane (Fréon-11) comme solvant, un composé qui est maintenant interdit en vertu du Protocole de Montréal et n'est plus disponible en tant que produit chimique de base. L'éther diéthylique est une alternative verte qui peut être utilisée sans diminution de rendement. En raison des dangers liés à la préparation du DAST, il est souvent acheté auprès d'une source commerciale. À une certaine époque, Carbolabs était l'un des rares fournisseurs du produit chimique, mais un certain nombre d'entreprises vendent maintenant du DAST.

## Sécurité et réactifs alternatifs
Lors du chauffage, le DAST se transforme en (NEt2)2SF2 et en tétrafluorure de soufre, ce qui crée un haut risque d'explosion. Pour minimiser les accidents, les échantillons sont maintenus en dessous de 50 °C. Le trifluorure de bis-(2-méthoxyéthyl)aminosoufre, vendu sous le nom de Deoxo-Fluor, et le tétrafluoroborate de difluoro(morpholino)sulfonium, vendu sous le nom de XtalFluor-M, sont des réactifs dérivés du DAST à faible potentiel explosif,. XtalFluor-E a été développé conjointement par OmegaChem Inc. et Manchester Organics Ltd. en 2009-2010,.